# Bau 36
Der Bau 36 (auch Ernst-Abbe-Hochhaus oder Zeiss Bau 36) ist ein historisches Hochhaus auf dem ehemaligen Werksgelände der Carl Zeiss AG im Westen der Stadt Jena.
Der Bau 36 wurde zwischen 1934 und 1935 von Georg Steinmetz und Hans Hertlein errichtet. Das Hochhaus umfasst 15 Etagen und erreicht eine Höhe von 66 Metern. Es ist durch eine schlichte Stahlbeton-Skelettbauweise geprägt, der einzige Fassadenschmuck sind die mit Werksteinelementen umfassten Fenster, die in zeittypischen Formen ausgeführt wurden. Eine Sanierung erfolgte im Jahr 1994.
Über dem Haupteingang ist die Plastik „Durch Nacht zum Licht“ von Joseph Wackerle angebracht.
In dem Gebäude befindet sich nun die Hauptverwaltung der Jenoptik AG. Diese ließ 2011 anlässlich ihres 20-jährigen Firmenjubiläums einen Showlaser im gegenüberliegenden Bau 15 installieren, mit dem seither zu bestimmten Anlässen Laserprojektionen an das Haus projiziert werden.